# هاکوباوانک
هاکوباوانک (ارمنی: Հակոբավանք) یک صومعه متعلق به کلیسای حواری ارمنی می‌باشد که در ۱٫۵ کیلومتر از روستای کولاتاک، در استان مارتاکرت جمهوری آرتساخ واقع شده‌است. ساخت و ساز این ساختمان در سده‌های ۵ام-۷ام میلادی و سپس در سده‌های ۱۱ام-۱۲ام میلادی به پایان رسید. این بنا به سبک معماری ارمنی طراحی شده‌است.

## نگارخانه

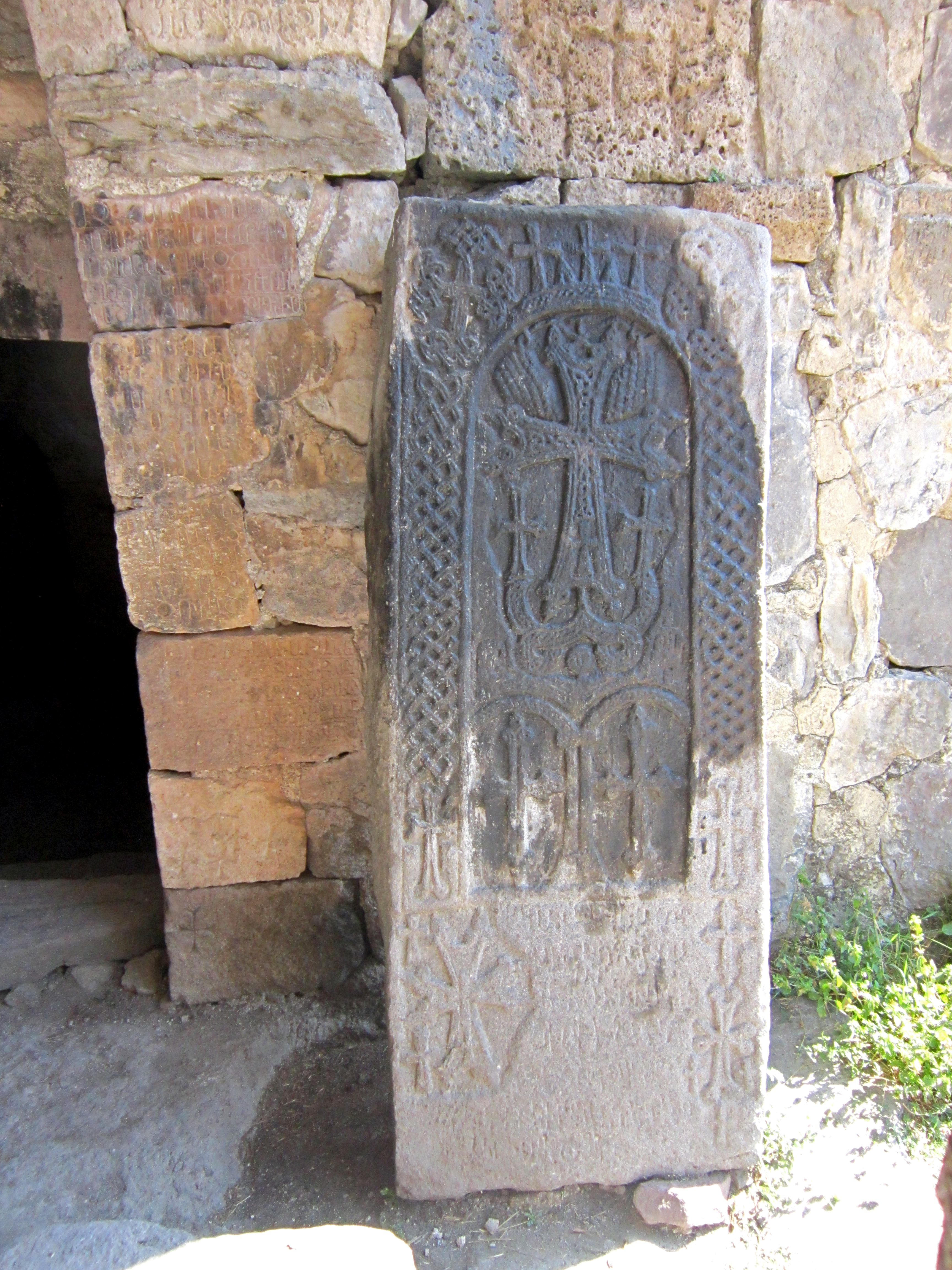
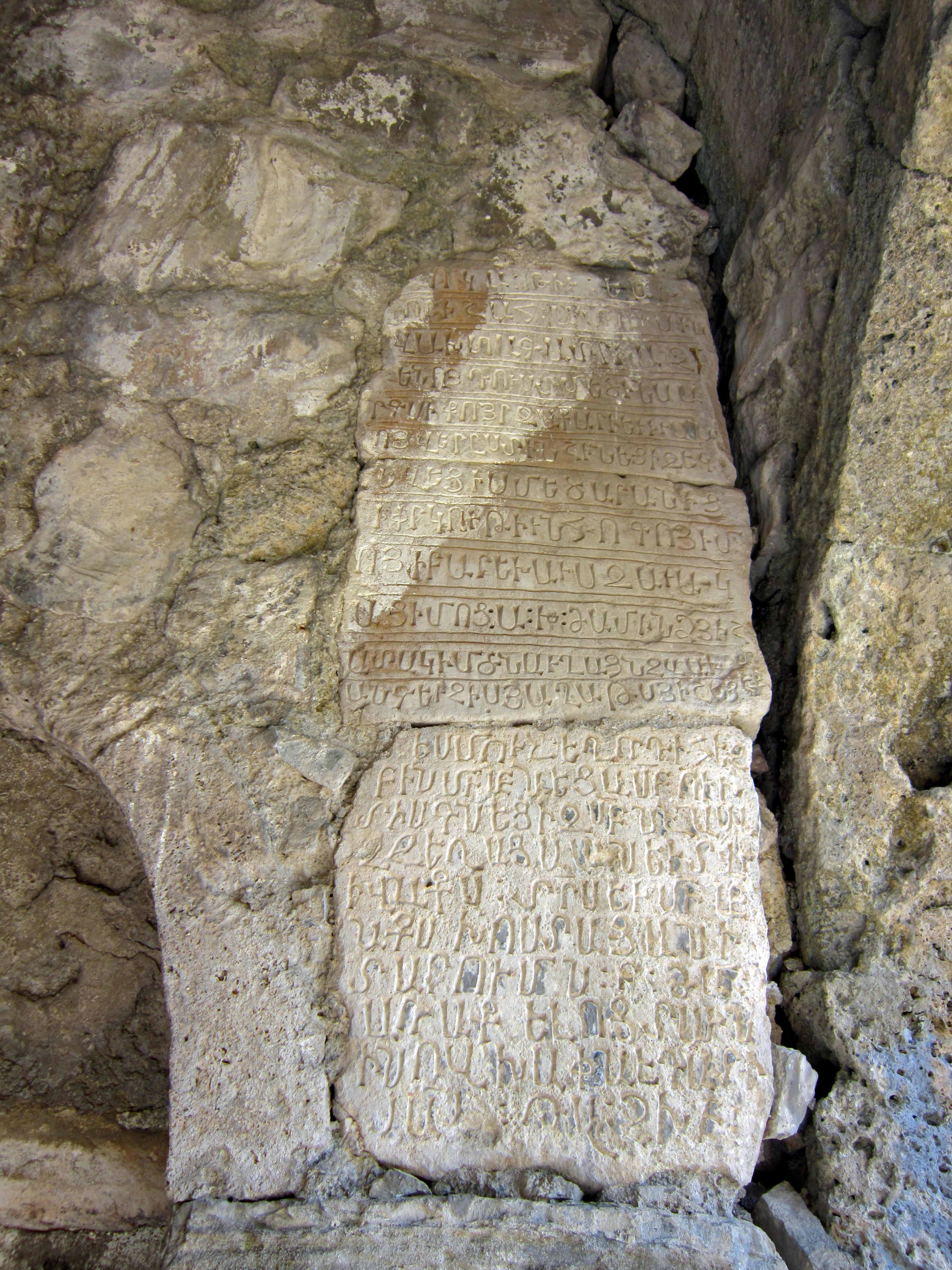
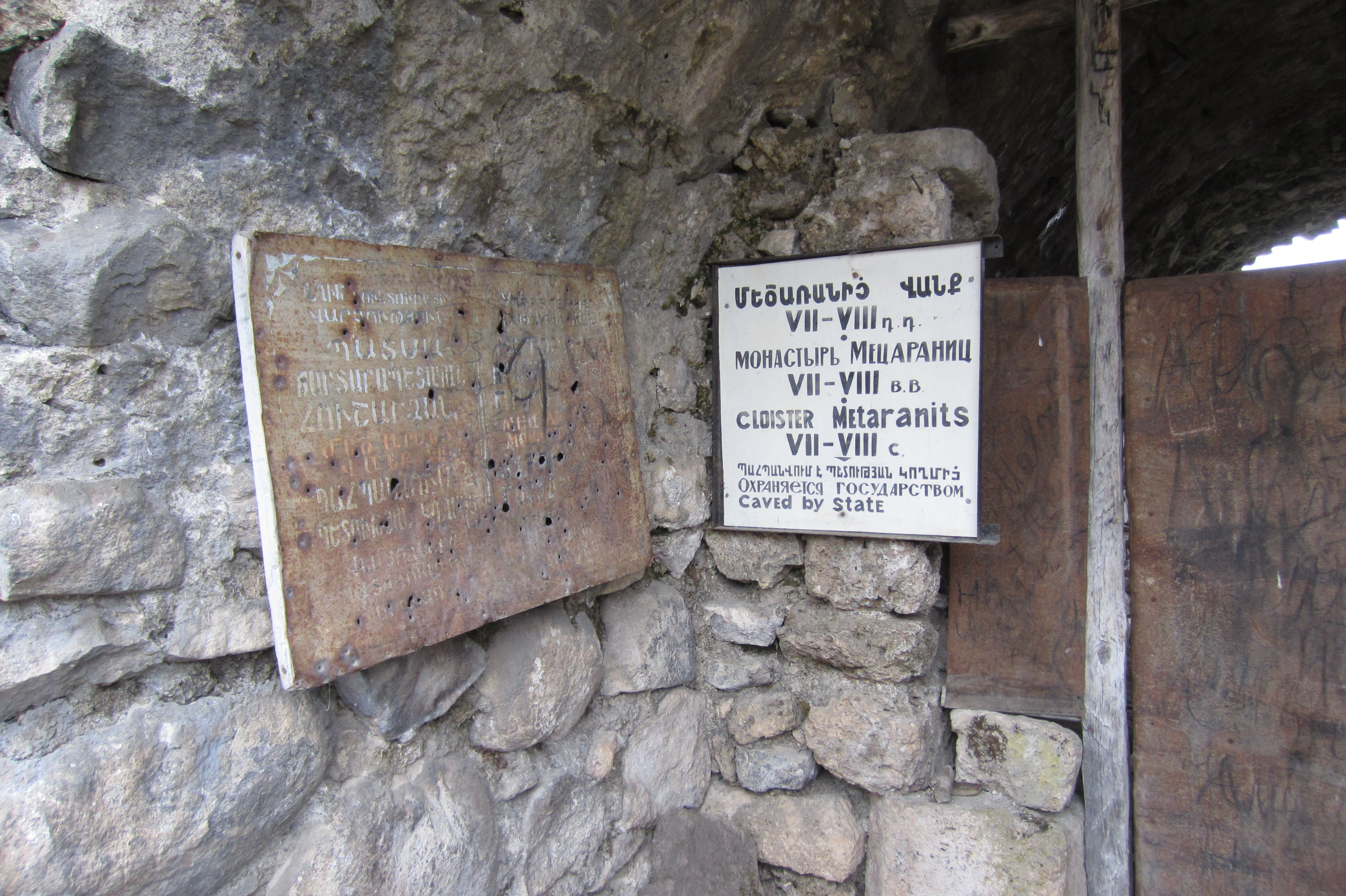
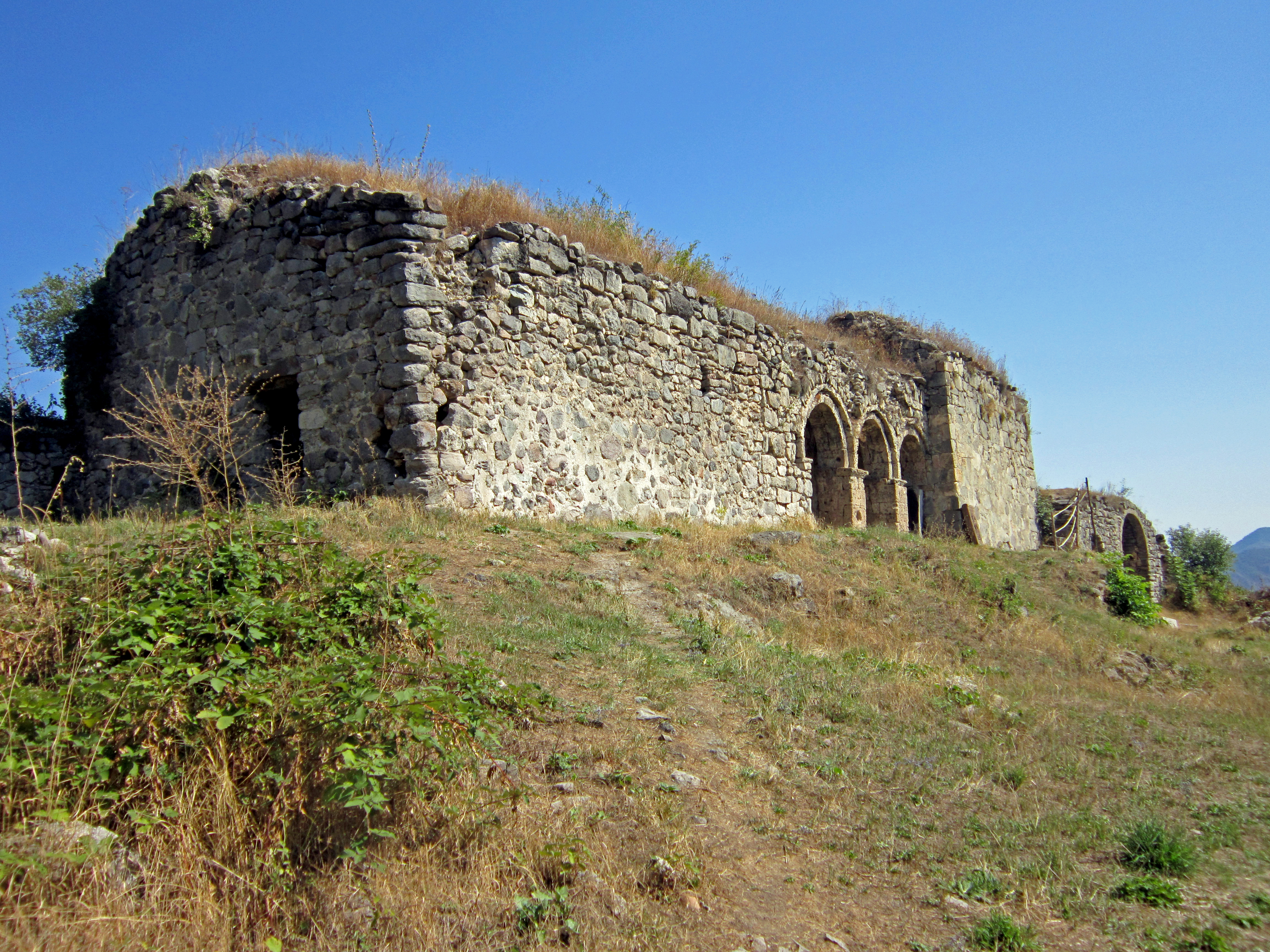
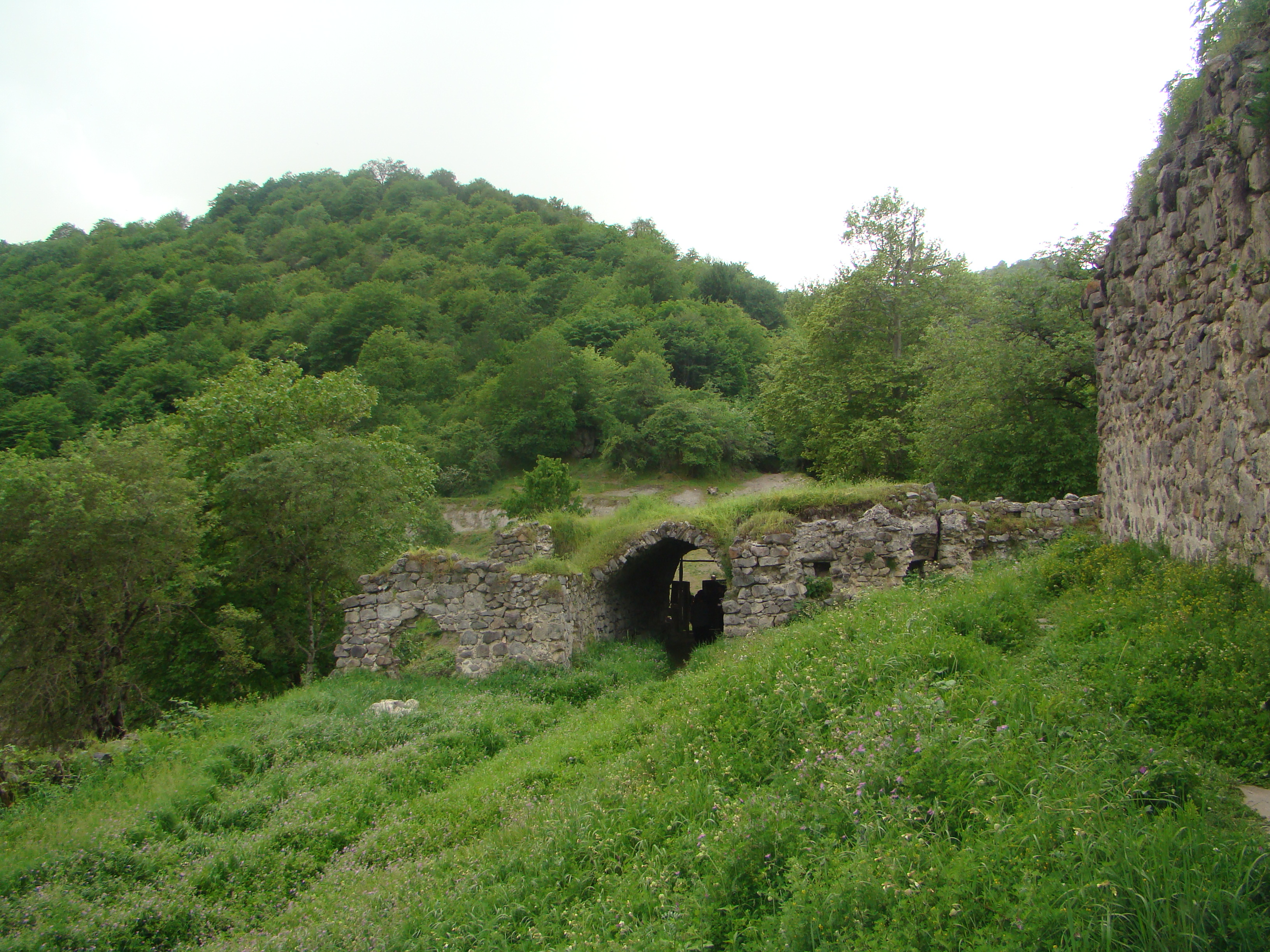